# Lophoturus madecassus
Lophoturus madecassus är en mångfotingart som först beskrevs av Marquet och Bruno Condé 1950.  Lophoturus madecassus ingår i släktet Lophoturus och familjen Lophoproctidae. Inga underarter finns listade i Catalogue of Life.